# Треугольник Шарыгина
Треугольник Шарыгина — треугольник, не являющийся равнобедренным, основания биссектрис которого образуют равнобедренный треугольник.
Был впервые рассмотрен Игорем Фёдоровичем Шарыгиным в 1982 году в книге «Задачи по геометрии. Планиметрия».
Треугольники Шарыгина представляют интерес, так как существуют в отличие от аналогичных треугольников, в определении которых вместо биссектрис использованы, например, медианы или высоты.

## Существование треугольников Шарыгина

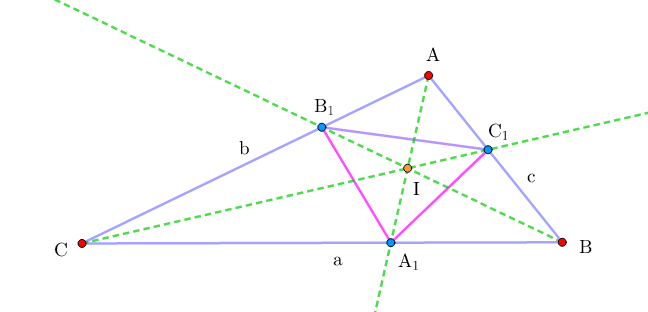
Произвольный треугольник Шарыгина с основными обозначениями, где.

Для любого угла {\displaystyle \alpha } такого, что {\displaystyle -{\frac {1}{4}}<\cos(\alpha )<{\frac {{\sqrt {17}}-5}{4}}}, существует с точностью до подобия ровно один треугольник Шарыгина с одним из углов, равным {\displaystyle \alpha }, причём для любого треугольника Шарыгина косинус одного из его углов лежит в указанном интервале.
Сам угол {\displaystyle \alpha } в градусах удовлетворяет приближённому двойному неравенству {\displaystyle 102{,}663^{\circ }\lesssim \alpha \lesssim 104{,}478^{\circ }}.
Пусть {\displaystyle \vartriangle ABC} — треугольник Шарыгина, {\displaystyle a}, {\displaystyle b} и {\displaystyle c} — его стороны (см. рисунок), {\displaystyle AA_{1}}, {\displaystyle BB_{1}} и {\displaystyle CC_{1}} — его биссектрисы, и {\displaystyle A_{1}B_{1}=A_{1}C_{1}}.
Предположим, {\displaystyle AA_{1}} является серединным перпендикуляром к отрезку {\displaystyle B_{1}C_{1}}. Тогда углы {\displaystyle \angle AIB} и {\displaystyle \angle AIC} равны, а углы {\displaystyle \angle IAC} и {\displaystyle \angle IAB} также равны, так как прямая {\displaystyle AI} является биссектрисой угла {\displaystyle \angle CAB}, следовательно, по теореме о сумме углов треугольника для треугольников {\displaystyle \vartriangle ACI} и {\displaystyle \vartriangle ABI} углы {\displaystyle \angle ACI} и {\displaystyle \angle ABI} равны, а значит, равны и углы {\displaystyle \angle ACB=2\angle ACI} и {\displaystyle \angle ABC=2\angle ABI}, из чего следует, что треугольник {\displaystyle \vartriangle ABC} равнобедненный, то есть не является треугольником Шарыгина по определению.
Итак, {\displaystyle AA_{1}} не является серединным перпендикуляром к отрезку {\displaystyle B_{1}C_{1}}. Тогда точка {\displaystyle A_{1}} является пересечением биссектрисы угла {\displaystyle \angle B_{1}AC_{1}} и серединного перпендикуляра к отрезку {\displaystyle B_{1}C_{1}}, которое лежит на описанной окружности треугольника {\displaystyle \vartriangle AB_{1}C_{1}} по следствию из теоремы о вписанном угле. Тогда четырёхугольник {\displaystyle AB_{1}A_{1}C_{1}} является вписанным, следовательно, {\displaystyle \angle AB_{1}A_{1}+\angle AC_{1}A_{1}=180^{\circ }}, а значит, сумма углов {\displaystyle \angle CB_{1}A_{1}} и {\displaystyle \angle BC_{1}A_{1}}, как смежных к углам {\displaystyle \angle AB_{1}A_{1}} и {\displaystyle \angle AC_{1}A_{1}} соответственно, также равна {\displaystyle 180^{\circ }}.
Приложим друг к другу треугольники {\displaystyle \vartriangle CA_{1}B_{1}} и {\displaystyle \vartriangle BA_{1}C_{1}} по равным сторонам {\displaystyle A_{1}B_{1}} и {\displaystyle A_{1}C_{1}} соответственно. Получим треугольник, подобный треугольнику {\displaystyle \vartriangle ABC} по первому признаку подобия треугольников. Нетрудно убедиться, что его стороны будут равны {\displaystyle {\frac {ac}{b+c}}}, {\displaystyle {\frac {ab}{b+c}}} и {\displaystyle {\frac {ac}{a+b}}+{\frac {ab}{a+c}}}. Тогда из подобия получаем {\displaystyle {\frac {c}{a+b}}+{\frac {b}{a+c}}={\frac {{\frac {ac}{a+b}}+{\frac {ab}{a+c}}}{a}}={\frac {CB_{1}+C_{1}B}{CB}}={\frac {CA_{1}+A_{1}B}{CA+AB}}={\frac {a}{b+c}},} что можно переписать в виде {\displaystyle b^{3}+c^{3}-a^{3}+b^{2}c+b^{2}a+c^{2}b+c^{2}a-a^{2}b-a^{2}c+abc=0.}
Обозначим косинус угла {\displaystyle \angle BAC} через {\displaystyle x}. Тогда по теореме косинусов {\displaystyle b^{2}+c^{2}-a^{2}=2bcx}, причём {\displaystyle bc(2x(a+b+c)+a)=2bcx(a+b+c)+abc=}{\displaystyle (b^{2}+c^{2}-a^{2})(a+b+c)+abc=}{\displaystyle b^{3}+c^{3}-a^{3}+b^{2}c+b^{2}a+c^{2}b+c^{2}a-a^{2}b-a^{2}c+abc=0,} следовательно, будет верно равенство {\displaystyle 2x(a+b+c)+a=0}, что с учётом неравенства треугольника {\displaystyle 0<a<b+c} даёт ограничения {\displaystyle -{\frac {1}{4}}<x<0.}
{\displaystyle 2x(a+b+c)+a=0\Rightarrow a=-{\frac {2x(b+c)}{2x+1}}.} Подставив данное значение в равенство {\displaystyle b^{2}+c^{2}-a^{2}=2bcx} и разделив его на {\displaystyle c^{2}}, получим квадратное уравнение на {\displaystyle {\frac {b}{c}}:}
{\displaystyle (4x+1){\Big (}{\frac {b}{c}}{\Big )}^{2}-(8x^{3}+16x^{2}+2x){\Big (}{\frac {b}{c}}{\Big )}+(4x+1).} Первый и третий члены меньше нуля, а значит, средний член должен быть больше нуля. {\displaystyle {\frac {b}{c}}>0}, следовательно, {\displaystyle 8x^{3}+16x^{2}+2x>0}. Полученное уравнение имеет решения тогда и только тогда, когда его дискриминант, равный {\displaystyle {\frac {1}{4}}((8x^{3}+16x^{2}+2x)^{2}-(4x+1)^{2})=}{\displaystyle {\frac {1}{4}}(2x+1)^{2}(x+1)(2x-1)(2x^{2}+5x+1),} не меньше нуля, причём только одно из этих решений будет положительным. Случай, когда дискриминант равен нулю, не удовлетворяет условию {\displaystyle b\neq c}, следовательно, требуется его строгая положительность.
Следовательно, треугольник Шарыгина с {\displaystyle \cos(\angle BAC)=x} существует тогда и только тогда, когда выполнены следующие условия: {\displaystyle -{\frac {1}{4}}<x<0,} {\displaystyle 8x^{3}+16x^{2}+2x>0,} {\displaystyle {\frac {1}{4}}(2x+1)^{2}(x+1)(2x-1)(2x^{2}+5x+1)>0,} причём для данного {\displaystyle x} он всегда единственен. Эти три условия равносильны ограничениям {\displaystyle -{\frac {1}{4}}<x<{\frac {{\sqrt {17}}-5}{4}}.}

### Кубика Шарыгина
Кубикой Шарыгина называется полученная в доказательстве выше кубика {\displaystyle b^{3}+c^{3}-a^{3}+b^{2}c+b^{2}a+c^{2}b+c^{2}a-a^{2}b-a^{2}c+abc=0} (имеющая более простой, но не удовлетворяющий формальному определению кубики вариант записи: {\displaystyle {\frac {c}{a+b}}+{\frac {b}{a+c}}={\frac {a}{b+c}}}), задающая необходимое и достаточное условие для того, чтобы треугольник со сторонами {\displaystyle a,b,c} являлся треугольником Шарыгина с равными сторонами {\displaystyle A_{1}B_{1}=A_{1}C_{1}} (см. рисунок).

## Конкретные примеры

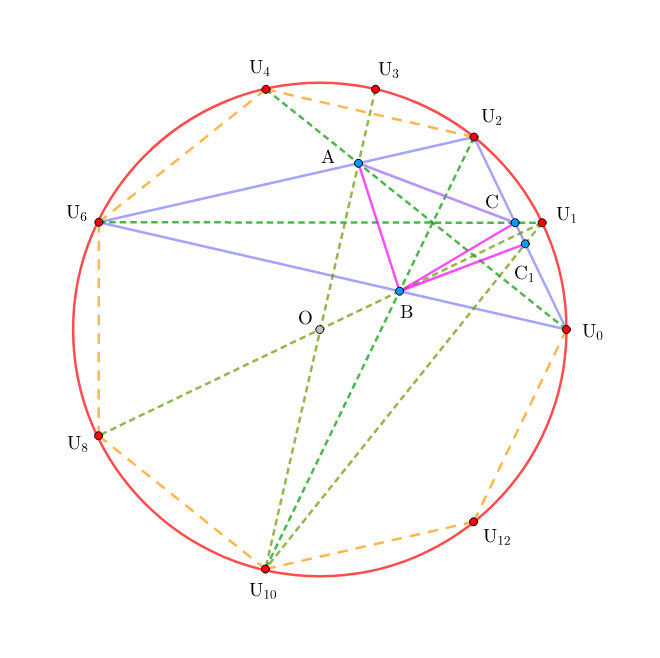
Треугольник Шарыгина, образованный тремя вершинами правильного семиугольника.

### Вправильных многоугольниках
На момент 2017 года известен только один пример треугольника Шарыгина, вершины которого могут являться некоторыми вершинами правильного многоугольника. В данном примере вершины треугольника являются первой, второй и четвёртой вершинами правильного семиугольника.
Пусть {\displaystyle U_{0},U_{1},\dots ,U_{13}} — вершины правильного {\displaystyle 14}-угольника, а {\displaystyle \vartriangle U_{0}U_{2}U_{6}} — наш треугольник, вершины которого являются также вершинами правильного {\displaystyle 7}-угольника {\displaystyle U_{0},U_{2},\dots ,U_{12}}. Обозначим вершины треугольника, образованного основаниями биссектрис {\displaystyle \vartriangle U_{0}U_{2}U_{6}}, через {\displaystyle A,B,C} (см. рисунок). Докажем, что {\displaystyle BC=BA}. 
По свойству биссектрисы вписанного угла биссектрисы {\displaystyle U_{0}A,\;U_{2}B,\;U_{6}C} проходят через точки {\displaystyle U_{4},U_{10},U_{1}} соответственно. Точка {\displaystyle B} лежит на диагоналях четырнадцатиугольника {\displaystyle U_{0}U_{6}} и {\displaystyle U_{2}U_{10}}, которые симметричны относительно диагонали {\displaystyle U_{1}U_{8}}, следовательно, точка {\displaystyle B} также лежит на диагонали {\displaystyle U_{1}U_{8}}. Обозначим пересечение диагоналей  {\displaystyle U_{0}U_{2}} и {\displaystyle U_{1}U_{10}} через {\displaystyle C_{1}}. Точка {\displaystyle C} является пересечением диагоналей {\displaystyle U_{0}U_{2}} и {\displaystyle U_{1}U_{6}}, причём диагонали {\displaystyle U_{1}U_{6}} и {\displaystyle U_{1}U_{10}} симметричны друг другу относительно диагонали {\displaystyle U_{1}U_{8}}, а диагональ {\displaystyle U_{0}U_{2}} симметрична сама себе относительно той же диагонали. Следовательно, точки {\displaystyle C} и {\displaystyle C_{1}} симметричны друг другу относительно диагонали {\displaystyle U_{1}U_{8}}. Как мы уже знаем, точка {\displaystyle B} лежит на этой диагонали, следовательно, отрезки {\displaystyle BC} и {\displaystyle BC_{1}} симметричны относительно неё, то есть и равны.
Докажем теперь, что {\displaystyle BC_{1}=BA}. Прямые {\displaystyle U_{2}U_{6}} и {\displaystyle U_{2}U_{0}} симметричны относительно {\displaystyle U_{2}U_{10}}. Углы {\displaystyle \angle U_{10}U_{1}U_{2}} и {\displaystyle \angle U_{10}U_{3}U_{2}} опираются на равные дуги, а значит, равны по следствию из теоремы о вписанном угле. Следовательно, прямые {\displaystyle U_{10}U_{1}} и {\displaystyle U_{10}U_{3}} также симметричны относительно {\displaystyle U_{2}U_{10}}. Значит, точки {\displaystyle A} и {\displaystyle C_{1}} симметричны относительно {\displaystyle U_{2}U_{10}} как пересечения прямых {\displaystyle U_{2}U_{6}} с {\displaystyle U_{10}U_{3}} и {\displaystyle U_{2}U_{0}} с {\displaystyle U_{10}U_{1}} соответственно. При этом точка {\displaystyle B} лежит на отрезке {\displaystyle U_{2}U_{10}}. Следовательно, отрезки {\displaystyle BA} и {\displaystyle BC_{1}} симметричны относительно {\displaystyle U_{2}U_{10}}, то есть и равны.
Итак, {\displaystyle BC=BC_{1}} и {\displaystyle BC_{1}=BA}, а значит, {\displaystyle BC=BA}, то есть треугольник {\displaystyle ABC} равнобедренный.

### С целыми длинами сторон
Существует бесконечное число различных целочисленных треугольников Шарыгина, что было доказано при помощи теории эллиптических кривых (конкретно была рассмотрена эллиптическая кривая, задаваемая кубикой Шарыгина). Пример, одна из сторон в котором является наименьшей из возможных, имеет следующий набор сторон
{\displaystyle 1\,481\,089,\qquad 18\,800\,081,\qquad 19\,214\,131.}
Минимальность данного примера была проверена полным перебором.

## Вариации

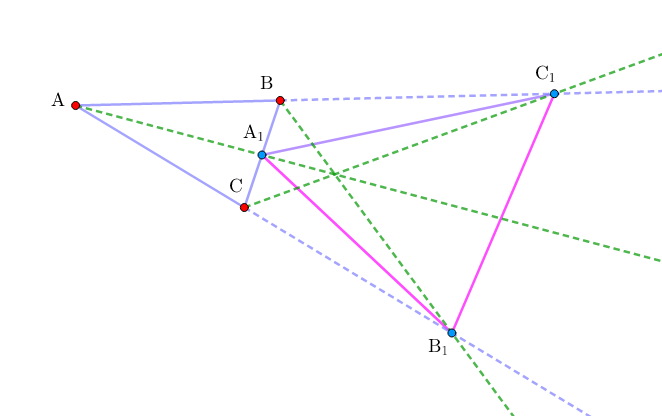
Вариация треугольника Шарыгина для двух внешних биссектрис и одной внутренней.

- Рассматриваются также аналогичные треугольники, в которых равнобедренным является не треугольник, образованный основаниями биссектрис внутренних углов, а треугольник, образованный одним основанием биссектрисы внутреннего угла и двумя основаниями внешних биссектрис к двум другим углам.[5]